# Třída Providence
Třída Providence byla třída raketových křižníků námořnictva Spojených států amerických, vzniklá přestavbou druhoválečných lehkých křižníků třídy Cleveland. Těch bylo přestavěno celkem šest a to ve dvou variantách, lišících se použitým typem protiletadlových řízených střel. Třída Providence je označením pro trojici lodí – USS Providence, USS Springfield a USS Topeka, vybavených střelami Terrier (druhá trojice třídy Galveston měla střely Tartar). Přibližně dvouletá přestavba byla dokončena v letech 1959–1960. Poté byly klasifikovány jako raketové lehké křižníky (CLG – guided missile light cruisers). V roce 1975, tehdy se již všechny tři nacházely v rezervě, byly reklasifikovány na raketové křižníky (CG – cruiser guided).

## Stavba
Všechny tři jednotky této třídy postavila loděnice Bethlehem Steel Co. v Quincy.
Jednotky třídy Providence:
| Jméno                   | Loděnice        | Spuštěna          | Vstup do služby   | Status        |
| ----------------------- | --------------- | ----------------- | ----------------- | ------------- |
| USS Providence (CLG-6)  | Bethlehem Steel | 28. prosince 1944 | 15. května 1945   | Vyřazen 1973. |
| USS Springfield (CLG-7) | Bethlehem Steel | 9. března 1944    | 9. září 1944      | Vyřazen 1974. |
| USS Topeka (CLG-8)      | Bethlehem Steel | 19. srpna 1944    | 23. prosince 1944 | Vyřazen 1969. |

## Konstrukce

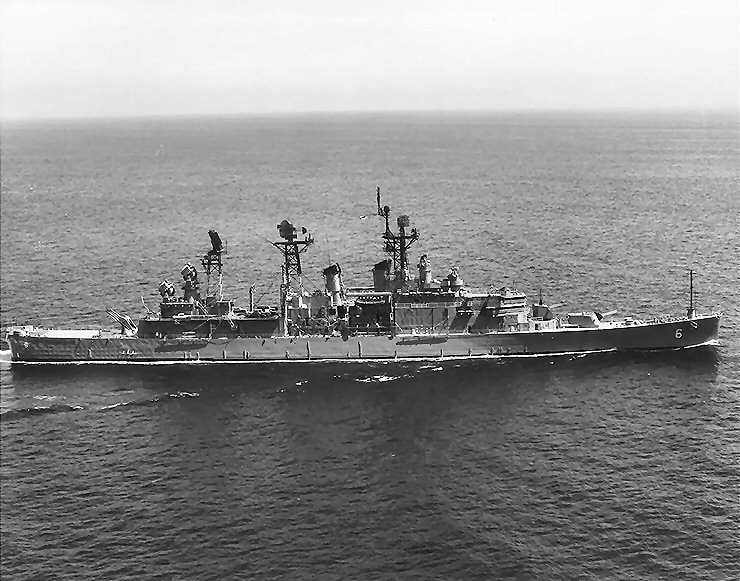
USS Providence – patrný je zvětšený můstek a pouze dvojice dělových věží na přídi

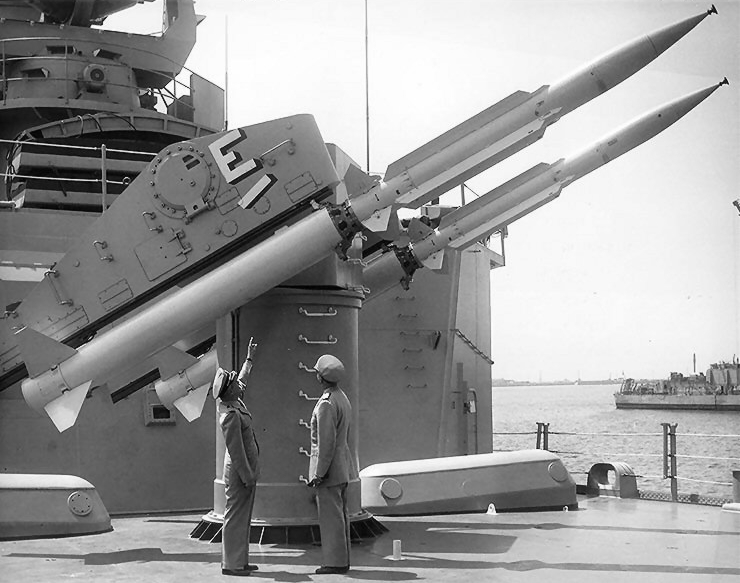
Střely Terrier na USS Providence

U křižníků Providence, Springfield byla ponechána pouze přední dělová věž se 152mm kanóny a celá zadní část nástavby. Na místě zadních věží pak bylo instalováno dvojité odpalovací zařízení střel Terrier se zásobou 120 střel. Můstek obou lodí byl zvětšen, aby mohly sloužit jako vlajkové a hlavňovou výzbroj doplňovala pouze jedna dvoudělová věž se 127mm kanóny na přídi. Naopak u křižníku Topeka se s rolí vlajkové lodi nepočítalo a proto byla jeho přední část ponechána v původní podobě včetně dvojice dělových věží se 152mm kanóny a trojice věží se 127mm kanóny.

## Operační nasazení
Providence a Topeka byly nasazeny ve vietnamské válce. Topeka byla vyřazena z aktivní služby v roce 1969, Providence v roce 1973 a Springfield v roce 1974. Později byly všechny tři sešrotovány.